# Абдул Момин
Абдул Момин (21 мая 1788, Бандар-Сери-Бегаван — 30 мая 1885, там же) — 25-й султан Брунея из династии Болкиах (1852—1885). Старший сын пенгерана Анака Абдаллы Вахаба и внук брунейского султана Омара Али Сайфуддина I (1740—1795).

## Биография
Регент во время болезни брунейского султана Омара Али Сайфуддина, на дочери которого был женат.
В ноябре 1852 года после смерти султана Омара Али Сайфуддина Абдул Момин был провозглашён новым султаном Брунея.
Новый султан Брунея столкнулся с тяжёлым финансовым положением из-за резкого сокращения государственных доходов. Поэтому он согласился на предложение Джеймса Брука передать ему новые обширные владения за гарантированный твёрдый годовой доход. В 1855 году Д. Брук получил семь районов Брунейского султаната.
В ноябре 1856 года султан Абдул Момин вынужден был подтвердить договор о дружбе и торговле с Великобританией, подписанный в 1847 году. В 1861 году Абдул Момин уступил новые территории Джеймсу Бруку. В результате территория Саравака увеличилась в несколько раз. Кучинг из небольшой рыбацкой деревушки превратился в оживлённый город с 20-тысячным населением. В 1863 году английское правительство признало Саравак независимым государством под властью Джеймса Брука. Его наследник Чарльз Брук продолжил успешные войны с Брунеем и подчинил себе большую его часть.
В 1865 и 1878 годах три иностранных отряда вторгались в Северный Калимантан (Сабах). В 1865 году американский генеральный консул Клод Ли Мосес подписал кабальный договор с султаном Абдул Момином, который передал ему лизинг на десять лет территорию Северного Борнео (ныне провинции Сабах, Малайзия). Позднее Мозес передал свои права на концессию Джозефу Уилфреду Торри, главе гонконгской частной American Trading Company of Borneo, которая основала там небольшое поселение Эллена (ныне Киманис). В 1875 году Северное Борнео было перепродано консулу Австро-Венгерской империи в Гонконге барону Густаву фон Овербеку. В 1881 году британское правительство предоставило братьям Альфреду и Эдуарду Дентам, основавшим British North Borneo Provisional Association Ltd, право на освоение территории под эгидой Великобритании в её интересах. Компания при поддержке султана Брунея занялась организацией поселений на севере острова, стремительно расширяя свои владения.
30 мая 1885 года султан Брунея Абдул Момин скончался и был похоронен в королевском мавзолее в Бандар-Сери-Бегаван. Ему наследовал шурин Хашим Джалилуль Алам Акамаддин (1885—1906), сын Омара Али Сайфуддина.

## Факты
- Абдул Момин является самым пожилым монархом в мире (годы жизни которого точно известны), который правил в таком возрасте.